# Uruguay ai Giochi della XV Olimpiade
L'Uruguay' ha partecipato ai Giochi della XV Olimpiade, svoltisi ad Helsinki, dal 19 luglio al 3 agosto 1952,
con una delegazione di 32 atleti, di cui 1 donna, impegnati in 9 discipline,
aggiudicandosi 2 medaglie di bronzo.

## Medagliere

### Per discipline
| Sport         | Oro | Argento | Bronzo | Totale |
| ------------- | --- | ------- | ------ | ------ |
| Canottaggio   | 0   | 0       | 1      | 1      |
| Pallacanestro | 0   | 0       | 1      | 1      |
| Totale        | 0   | 0       | 2      | 2      |

### Medaglie
| Medaglia | Atleta                       | Sport         | Evento                 |
| -------- | ---------------------------- | ------------- | ---------------------- |
| Bronzo   | Miguel Seijas Juan Rodríguez | Canottaggio   | Due di coppia maschile |
| Bronzo   | Uruguay                      | Pallacanestro | Torneo Maschile        |

## Risultati

### Pallacanestro
| Atleta | Classifica |
| --- | ---------- |
| V · D · M Nazionale uruguaiana - Pallacanestro ai Giochi della XV Olimpiade 3 Acosta y Lara · 4 Baliño · 5 Cieslinskas · 6 Costa · 7 Demarco · 8 García · 9 Larre Borges · 10 Lombardo · 13 Lovera · 14 Matto · 15 Peláez · 16 Roselló · All. Olguiz Rodríguez | Bronzo     |
| Nazionale uruguaiana - Pallacanestro ai Giochi della XV Olimpiade |            |
| 3 Acosta y Lara · 4 Baliño · 5 Cieslinskas · 6 Costa · 7 Demarco · 8 García · 9 Larre Borges · 10 Lombardo · 13 Lovera · 14 Matto · 15 Peláez · 16 Roselló · All. Olguiz Rodríguez                                                                             |            |